# Teatro de Elis
El Teatro de Elis fue un antiguo teatro griego de la ciudad de Elis, en Grecia, situado en la parte norte de la ciudad, cerca del ágora.

## Historia

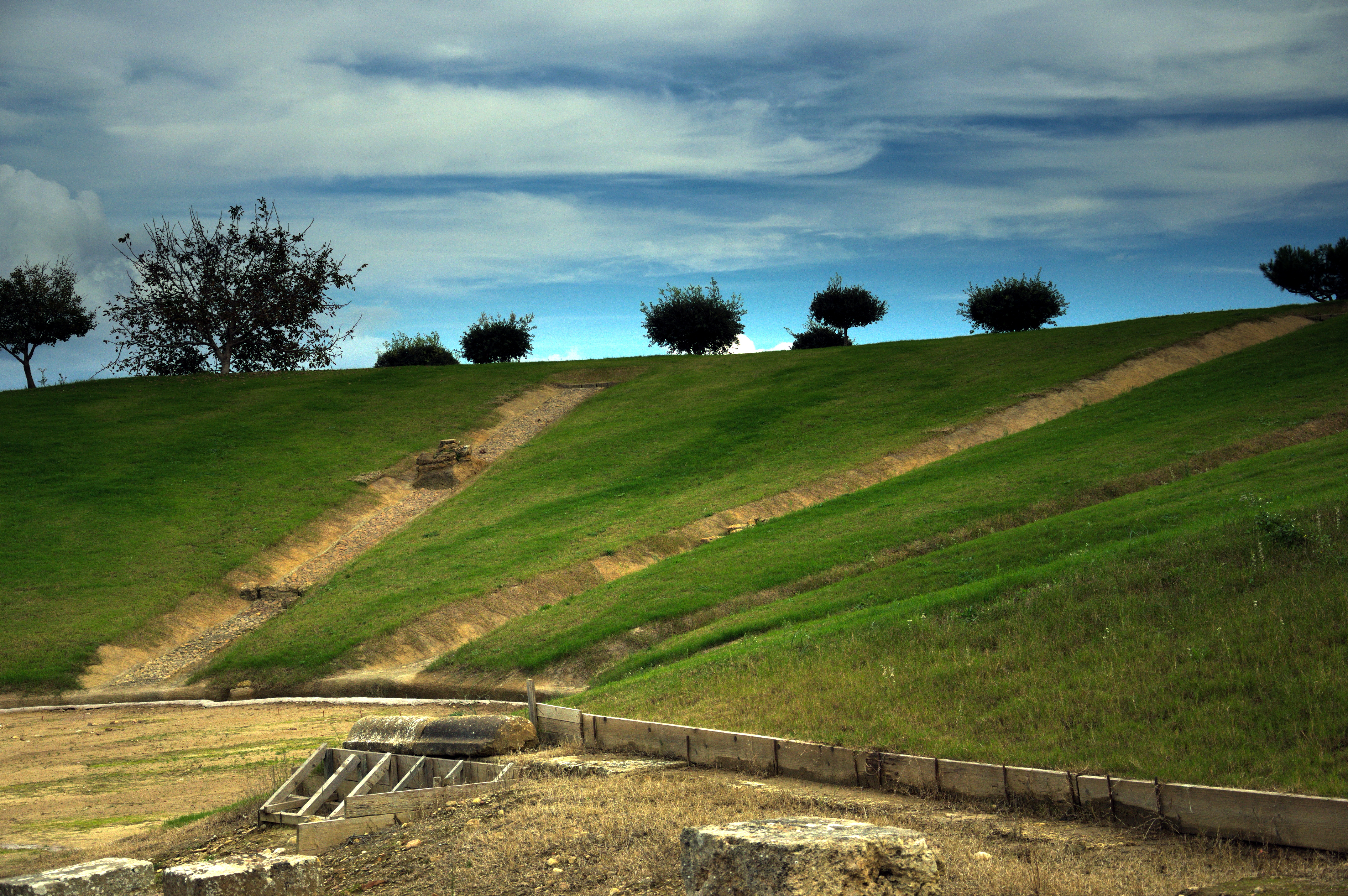
Cávea del teatro.

Fue construido en la segunda mitad de la época clásica, hacia 400-350 a. C. o finales del mismo siglo. Probablemente sufrió daños por un terremoto a finales del período helenístico, tras lo cual fue restaurado. Se realizaron modificaciones durante la época romana. Durante la época de Pausanias, en el siglo I d. C., el teatro fue abandonado. En el 200, su emplazamiento se había convertido en un cementerio, lo que se relaciona con la invasión de los hérulos en 267.

## Descripción
El teatro tenía una cávea semicircular con un diámetro de unos 92 -104 metros. Tenía un aforo de unas 8000 personas. La cávea consistía en una sencilla gradería de tierra[. En el centro del teatro había una orchestra circular de unos 21 m
de diámetro. Seis pasillos verticales de piedra, de aproximadamente un metro de ancho, conducían de la orchestra a la gradería.  La skené (edificio escénico) era de piedra y, como tal, uno de los más antiguos que se conocen. El proscenio también es antiguo, pues data de principios del año 200 a. C.